# ونج
الوَنْج يشير إلى أكثر من أربعين عشباً آسيوياً من جنس سنبلي الورق، وهو جنس من الخيزران. إنها نباتات دائمة الخضرة من اليابان والصين وجبال الهيمالايا، تستخدم سيقانها الخشبية أحياناً لصنع عصي المشي ومقابض المظلات.
عصا المشي المصنوعة من الونج تسمى الوَنجيّة.